# Commissariato dell'Hamasien
Il commissariato dell'Hamasien era uno dei commissariati dell'Africa Orientale Italiana. Istituito nel 1904, faceva parte del governatorato dell'Eritrea. 

## Geografia
Confinava a nord con il commissariato di Cheren, a sud con il commissariato del Seraè e il commissariato dell'Acchelè Guzai, a ovest con il commissariato del Bassopiano Occidentale e il commissariato del Seraè, a ovest con il  commissariato del Bassopiano Orientale. Comprendeva la zona montuosa intorno al capoluogo dell'Eritrea, Asmara, che raggiunge i 2347 m.

## Residenze
Il territorio comprendeva la sola residenza di Asmara.